# HKB
HKB株式会社（エイチケービー）は、北海道函館市に本社を置いていた企業。函館市を中心にバス事業ならびに旅行業を行っていた。2024年4月1日、網走バスと合併し、網走バス函館営業所となった。

## 沿革
- 1974年（昭和49年）7月 - 爾志郡乙部町に有限会社檜山観光バスを設立。
- 1980年（昭和55年）6月 - 檜山観光バス株式会社に改変。
- 2004年（平成16年）
  - 7月1日 - 一般乗合旅客自動車運送事業許可[1]。
  - 7月22日 - 北都交通が運行する函館地区定期観光バスに参入[1]。
- 2012年（平成24年）1月1日 - HKB株式会社に社名変更。
- 2024年（令和6年）4月1日、網走バスと合併し、網走バス函館営業所となる[2]。

## 路線バス
2022年（令和4年）8月1日より函館バスとの共同運行で函館市内の日中観光地を巡る「ぐるっと函館号」をする。いわゆる一般路線バスの運行は行っていない。
車両は6台登録されている。

### 休廃止路線
北都交通と共同運行していたコースは2020年（令和2年）春期から運休となり、2022年（令和4年）3月をもって北都交通函館支店が営業休止となった。
お気軽元町半日コース
湯の川温泉 - 函館駅前バスターミナル - 旧イギリス領事館 - 元町 - 立待岬 - ブルームーン/北島三郎記念館 - 金森赤レンガ倉庫 - 函館駅前バスターミナル
お気軽半日歴史散歩コース
函館駅前バスターミナル - 五稜郭公園・五稜郭タワー - トラピスチヌ修道院 - 土方啄木浪漫館 - 啄木小公園 - 函館駅前バスターミナル - 湯の川温泉
Mt.函館夜景ロマンコース
湯の川温泉 - 函館山 - 湯の川温泉
函館駅前バスターミナル - 函館山 - 函館駅前バスターミナル
大沼公園遊ゆうコース
湯の川温泉 - 函館駅前バスターミナル - トラピスト修道院 - 男爵資料館 - フレンドリーベア - 大沼公園 - 北海道昆布館 - はこだてわいん葡萄館 - 函館駅前バスターミナル - 湯の川温泉
冬のロマンコース
湯の川温泉 - 函館駅前バスターミナル - 五稜郭タワー - トラピスチヌ修道院 - 金森赤レンガ倉庫 - 旧イギリス領事館 - 函館山 - 函館駅前バスターミナル

## 貸切バス
貸切バス事業は通常は離島を除く函館運輸支局管内での発着が認められているが、貸切バス事業者安全性評価認定制度による優良事業者に限定した営業区域の弾力的な運用により北海道全域となっている。車両は14台登録されている。

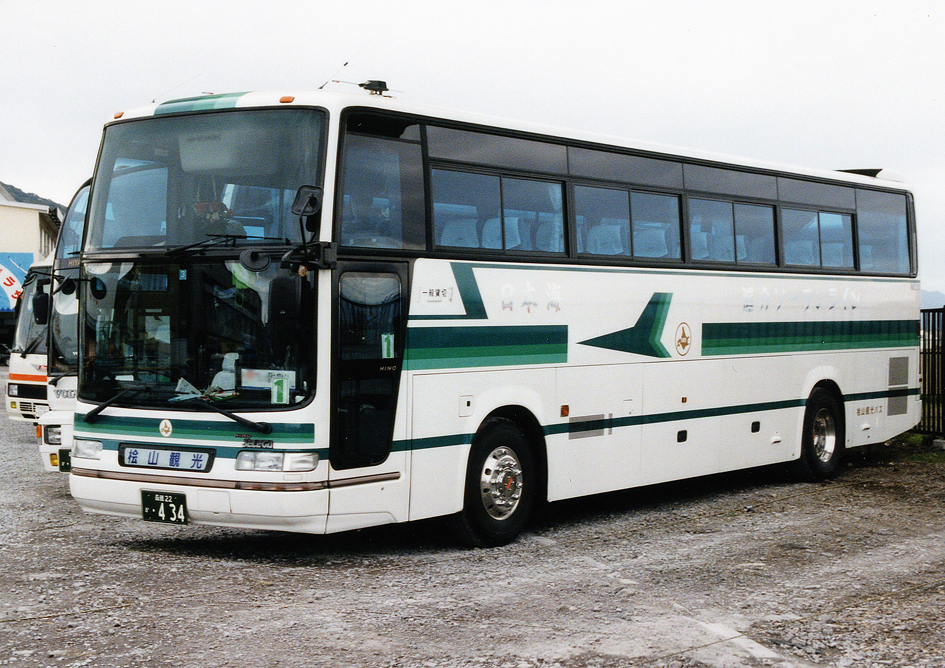
檜山観光バス 貸切バス 日野・セレガ
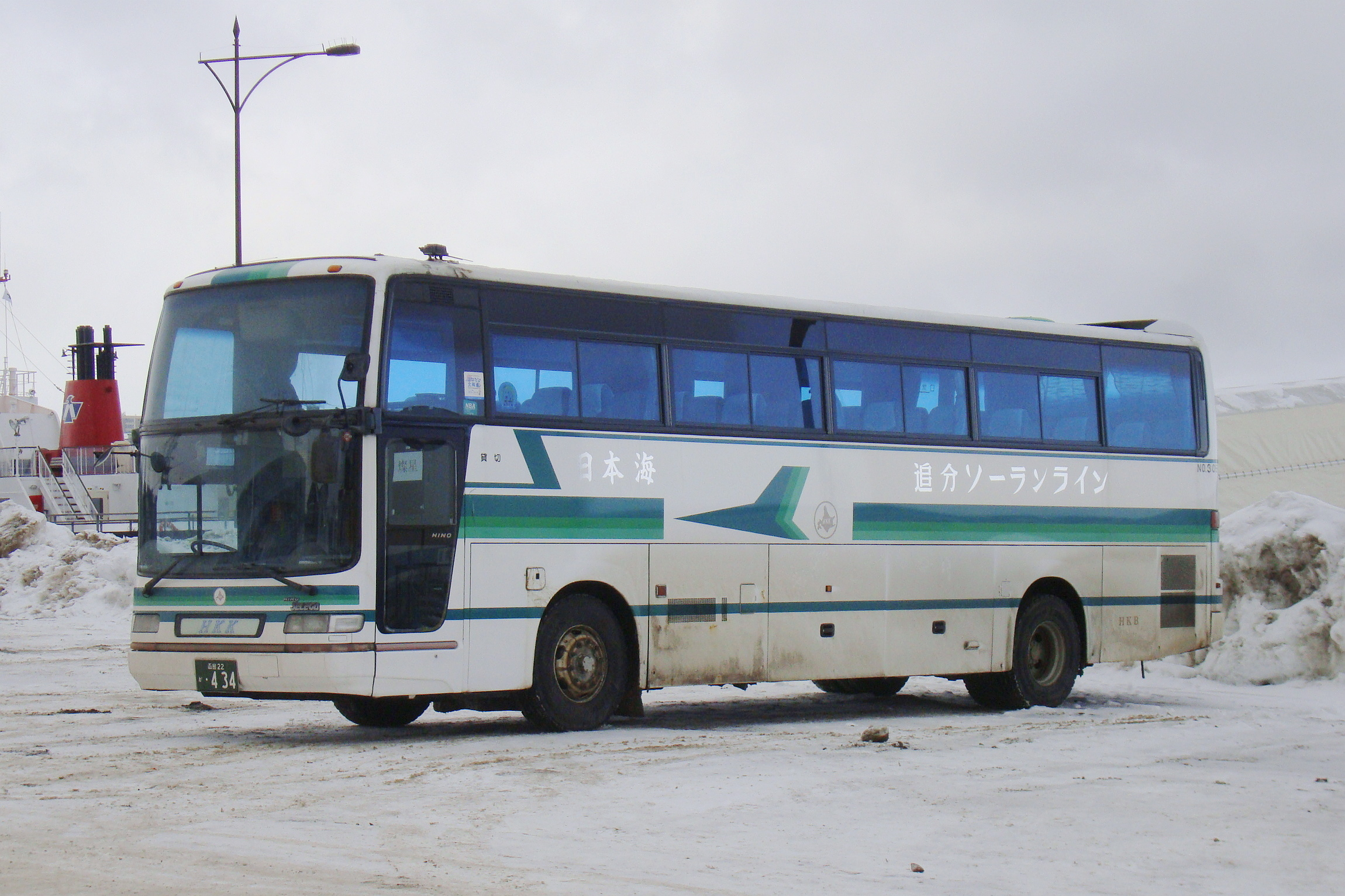
商号変更後の同車 正面の社名表記が「HKK」となっている
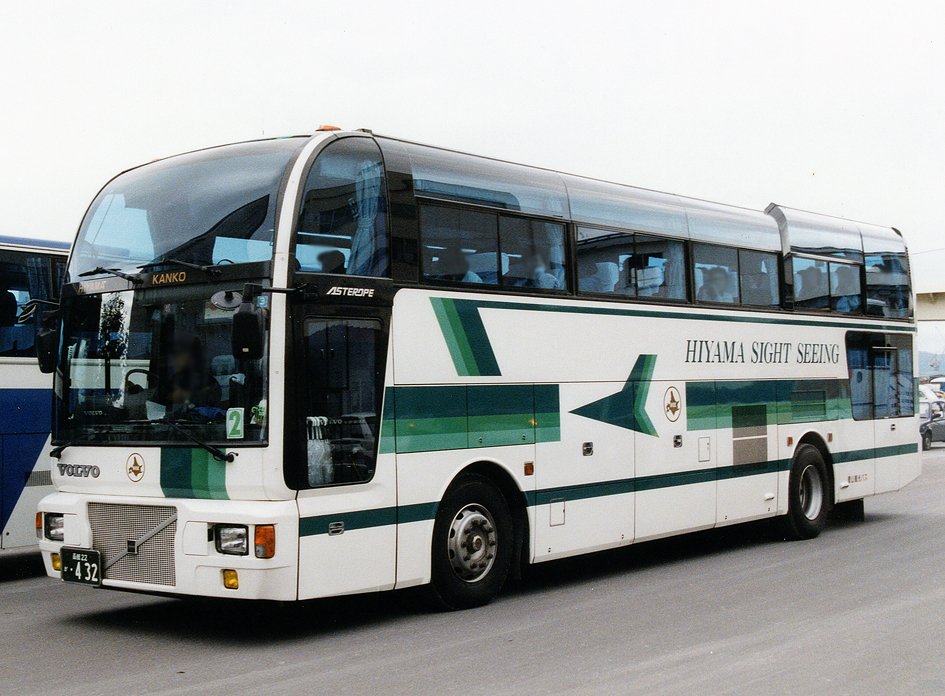
檜山観光バス 貸切バス ボルボ・アステローペスペリオールSHD